# Tô Nhĩ Phát
Tô Nhĩ Phát (tiếng Trung: 蘇爾發, phiên âm tiếng Mãn: Suerfa; 1664 – 1701) còn được gọi là Tô Nhĩ Pháp (苏尔法) hay Tô Lặc Phát (苏勒发) là một hoàng thân của nhà Thanh trong lịch sử Trung Quốc, người thừa kế 1 trong 12 tước vị Thiết mạo tử vương.

## Cuộc đời
Tô Nhĩ Phát được sinh ra vào giờ Tỵ, ngày 19 tháng 5 (âm lịch) năm Khang Hi thứ 3 (1664), trong gia tộc Ái Tân Giác La. Ông là con trai thứ hai của Truy phong Duệ Thân vương Đa Nhĩ Bác, mẹ ông là Thứ Phúc tấn Lưu thị (劉氏). Năm Khang Hi thứ 12 (1673), tháng 4, phụ thân ông qua đời, ông được tập phong tước Bối tử. Năm thứ 37 (1698), ông nhậm chức Tông Nhân phủ Hữu Tông chính. Tháng 7, thụ chức Đô thống Mãn Châu Tương Hoàng kỳ. Năm thứ 39 (1700), tháng 5, ông bị cách chức Đô thống, hàng tước Phụng ân Trấn quốc công. Năm thứ 40 (1701), ngày 5 tháng 4 (âm lịch), giờ Tỵ, ông qua đời, thọ 38 tuổi.
Năm Càn Long thứ 27 (1762), tháng 8, do tằng tôn ông là Như Tùng được kế tục tước vị Tín Quận vương, nên ông được truy phong Tín Quận vương. Năm thứ 43 (1778), tháng 7, huyền tôn của ông là Thuần Dĩnh được thế tập tước vị Duệ Thân vương của Đa Nhĩ Cổn, nên ông lại được truy phong Duệ Thân vương (睿親王).

## Gia quyến

### Thê thiếp
- Đích Phúc tấn: Hách Xá Lý thị (赫舍里氏), con gái của Phó Đô thống Lạt Tư (喇孜).
- Thứ thiếp:
  - Ngô thị (吳氏), con gái của Nhan Chi (顏芝).
  - Cao thị (高氏), con gái của Hào Thiện (豪善).
  - Vương thị (王氏), con gái của Vương Tư (王思).
  - Thẩm thị (沈氏), con gái của Thẩm Tam (沈三).

### Con trai
1. Tắc Lặc (塞勒; 1680 – 1729), mẹ là Đích Phúc tấn Hách Xá Lý thị. Năm 1701 được tập phong tước Phụng ân Phụ quốc công. Sau này được truy phong làm Duệ Thân vương (睿親王). Có mười con trai.
2. Tùng Kính (松勁; 1682 – 1683), mẹ là Thứ thiếp Ngô thị. Chết yểu.
3. Ngạc Kim (鄂金; 1682 – 1683), mẹ là Đích Phúc tấn Hách Xá Lý thị. Chết yểu.
4. Tích Danh (錫名; 1684 – 1717), mẹ là Thứ thiếp Cao thị. Có hai con trai.
5. Phúc Thanh (福淸; 1685 – 1686), mẹ là Thứ thiếp Ngô thị. Chết yểu.
6. Tích Đức (錫德; 1686 – 1689), mẹ là Thứ thiếp Ngô thị. Chết yểu.
7. Tích Lộc (錫祿; 1688 – 1718), mẹ là Thứ thiếp Cao thị. Có hai con trai.
8. Tích Anh (錫英; 1689 – 1723), mẹ là Thứ thiếp Vương thị. Có hai con trai.
9. Hải Thụ (海綬; 1690 – 1709), mẹ là Thứ thiếp Ngô thị. Vô tự.
10. Phú Minh (富明; 1690 – 1691), mẹ là Thứ thiếp Vương thị. Chết yểu.
11. Hải Phượng (海鳳; 1691 – 1695), mẹ là Đích Phúc tấn Hách Xá Lý thị. Chết yểu.
12. Tích Phúc (錫福; 1699 – 1755), mẹ là Thứ thiếp Vương thị. Làm tới chức Nhị đẳng Thị vệ (二等侍衛). Có ba con trai.